# Giorgi Gachokidze
Giorgi Gachokidze  (Georgisch: გიორგი ნუგზარის ძე გახოკიძე) (Tbilisi, 5 november 1975) is een voormalig Georgisch voetballer. Hij speelde als linksbuiten of middenvelder.

## Clubcarrière
Gachokidze werd in 1998 naar PSV gehaald als groot talent, maar heeft die verwachtingen nooit waar kunnen maken. Na 5 seizoenen onder contract te hebben gestaan in Eindhoven, maakte hij de transfer naar FC Twente. In zijn eerste seizoen speelde hij veel in de basis en kwam in 28 wedstrijden tot 3 doelpunten. In het seizoen 2004/2005 werd hij verhuurd aan Metaloerh Donetsk. Omdat hij hier slechts tweemaal speelde, werd hij later dat seizoen verhuurd aan Krylja Sovetov Samara uit Rusland. Hier speelde hij echter geen enkele wedstrijd. Na zijn verhuur speelde hij nog twee seizoenen voor FC Twente, waarna hij in 2006 een punt zette achter zijn carrière.
Door aanhoudend blessureleed besloot Gachokidze op 29 december 2006 zijn voetballoopbaan bij FC Twente te beëindigen. Na het voetbal werd hij spelersmakelaar. Hij vertegenwoordigt vooral Georgische spelers, onder wie Goeram Kasjia.

## Clubstatistieken
| Seizoen | Club               | Duels | Goals | Competitie      |
| ------- | ------------------ | ----- | ----- | --------------- |
| 1993/94 | Metaloerg Roestavi | 26    | 0     | Oemaghlesi Liga |
| 1994/95 | Metaloerg Roestavi | 7     | 0     | Oemaghlesi Liga |
| 1995/96 | Dinamo Tbilisi     | 0     | 0     | Oemaghlesi Liga |
| 1996/97 | Kolcheti 1913 Poti | 10    | 2     | Oemaghlesi Liga |
| 1997    | Alania Vladikavkaz | 29    | 7     | Premjer-Liga    |
| 1998    | Alania Vladikavkaz | 14    | 1     | Premjer-Liga    |
| 1998/99 | PSV                | 4     | 1     | Eredivisie      |
| 1999/00 | Maccabi Haifa      | 32    | 1     | Ligat Ha'Al     |
| 1999/00 | PSV                | 0     | 0     | Eredivisie      |
| 2000/01 | PSV                | 5     | 0     | Eredivisie      |
| 2001/02 | PSV                | 25    | 2     | Eredivisie      |
| 2002/03 | PSV                | 8     | 1     | Eredivisie      |
| 2003/04 | FC Twente          | 28    | 3     | Eredivisie      |
| 2004/05 | Metaloerh Donetsk  | 2     | 0     | Vysjtsja Liha   |
| 2004/05 | Krylja Sovetov     | 0     | 0     | Premjer-Liga    |
| 2004/05 | FC Twente          | 2     | 0     | Eredivisie      |
| 2005/06 | FC Twente          | 15    | 0     | Eredivisie      |
| 2006/07 | FC Twente          | 2     | 0     | Eredivisie      |
| Totaal  | Totaal             | 209   | 18    |                 |

## Interlandcarrière
Gachokidze kwam tussen 1996 en 2006 in totaal 23 keer uit voor Georgië, waarin hij driemaal wist te scoren. Zijn debuut maakte hij op 30 maart 1997, in de met 7–0 gewonnen wedstrijd tegen Armenië.

## Erelijst
Dinamo Tbilisi
- Erovnuli Liga

1995/96
- Georgische voetbalbeker

1995/96
- Georgische supercup

1996
 PSV
- Eredivisie

2000/01, 2002/03
- Johan Cruijff Schaal

1998, 2000, 2001